# Самі Фрашері
Самі Фрашері, також відомий як Шемсеттін Самі Фрашері (тур. Şemseddin Sami Bey, алб. Sami Frashëri; 1 червня 1850, Фрашері, Румелія, Османська імперія — 18 червня 1904, Стамбул, Османська імперія) — албанський і турецький просвітитель, письменник, філософ, вчений і драматург. Він вніс великий внесок у реформу османсько-турецької мови і відомий в османської літературі під ім'ям Шемседдін Самі Ефенді.
Разом зі своїми братами Абдюлем і Наїмом видавав газету «Ріліндья комбетаре» (алб. Rilindja Kombëtare), ставши видатним діячем Національного Відродження Албанії.